# Marlon (seriál)
Marlon je americký televizní sitcom, který měl premiéru na stanici NBC dne 16. srpna 2017. Jeho tvůrci jsou Christopher Moynihan a Marlon Wayans, který také v seriálu hraje jednu z hlavních rolí. První řada byla objednána 13. května 2016. Dne 28. září 2017 bylo oznámeno, že seriál získal druhou řadu, která měla premiéru 14. června 2018.
Dne 21. prosince 2018 byl seriál stanicí NBC po dvou řadách zrušen.

## Synopse
Rozvedený pár Marlon Wayne a Ashley Wayne se rozhodnout zůstat přáteli a to jen kvůli svým dětem Marley a Zackovi. Příběh se volně inspiruje životem Marlona Wayanse.

## Obsazení
- Marlon Wayans jako Marlon Wayne[2]
- Essence Atkins jako Ashley Wayne[2]
- Notlim Taylor jako Marley Wayne[2]
- Amir O'Neill jako Zack Wayne[2]
- Bresha Webb jako Yvette[2]
- Diallo Riddle jako Stevie[2]

## Seznam dílů

### První řada (2017)
| Č. v seriálu | Č. v řadě | Původní název            | Režie             | Scénář                               | Premiéra v USA |
| ------------ | --------- | ------------------------ | ----------------- | ------------------------------------ | -------------- |
| 1            | 1         | Pilot                    | Andy Ackerman     | Christopher Moynihan a Marlon Wayans | 16. srpna 2017 |
| 2            | 2         | Cleaning Out The Closet  | Robbie Countryman | Craig Wayans a Mitchell Marchand     | 16. srpna 2017 |
| 3            | 3         | Boys Only Want One Thing | Phill Lewis       | Ric Swartzlander                     | 23. srpna 2017 |
| 4            | 4         | Exes with Benefits       | Eric Dean Seaton  | Teri Schaffer a Raynelle Swilling    | 23. srpna 2017 |
| 5            | 5         | Project Kids             | Phill Lewis       | Craig Wayans a Mitchell Marchand     | 30. srpna 2017 |
| 6            | 6         | Surprises                | Eric Dean Seaton  | Britt Matt a Julian Kiani            | 30. srpna 2017 |
| 7            | 7         | Hospital Party           | Robbie Countryman | Regina Hicks                         | 6. září 2017   |
| 8            | 8         | Coach Marlon             | Phill Lewis       | Teri Schaffer a Raynelle Swilling    | 6. září 2017   |
| 9            | 9         | Appropriate Marlon       | Phill Lewis       | Ryan Noggle                          | 13. září 2017  |
| 10           | 10        | End of the Road          | Andrew D. Weyma   | Aseem Batra                          | 13. září 2017  |

### Druhá řada (2018)
| Č. v seriálu | Č. v řadě | Původní název       | Režie                  | Scénář                            | Premiéra v USA    |
| ------------ | --------- | ------------------- | ---------------------- | --------------------------------- | ----------------- |
| 11           | 1         | Model Parent        | Robbie Countryman      | Ryan Noggle                       | 14. června 2018   |
| 12           | 2         | Wingman             | Kevin Charles Sullivan | Mitchell Marchand                 | 14. června 2018   |
| 13           | 3         | Sisters             | Phill Lewis            | Teri Schaffer a Raynelle Swilling | 21. června 2018   |
| 14           | 4         | Divorce Counseling  | Phill Lewis            | Britt Matt                        | 21. června 2018   |
| 15           | 5         | Keepin' It 100      | Robbie Countryman      | Ric Swartzlander                  | 28. června 2018   |
| 16           | 6         | Man Cod             | Jean Sagal             | Craig Wayans                      | 28. června 2018   |
| 17           | 7         | Homecoming          | Robbie Countryman      | Kenny Smith                       | 5. července 2018  |
| 18           | 8         | Driving Miss Marley | Robbie Countryman      | Julian Kiani                      | 5. července 2018  |
| 19           | 9         | Career Day          | Beth McCarthy-Miller   | Raynelle Swilling a Teri Schaffer | 12. července 2018 |
| 20           | 10        | Funeral Party       | Eric Dean Seaton       | Sydney Castillo                   | 12. července 2018 |